# Тит
Тит Флавије Веспазијан (лат. Titus Flavius Vespasianus; рођен 30. децембра 39. године, умро 13. септембра 81. године) владао је римским царством од 79. до 81. године.
Тит је био старији син цара Веспазијана и Домициле Старије. 61. године постао је војнички трибун у провинцији Британији. 64. године вратио се у Рим и оженио се Арецином Тертулијом, која је убрзо умрла. Тит се поново оженио Марцијом Фурнилом.
Тит је пратио Веспазијана на исток 67. године, када је у очево име извојевао победу у Првом римско-јеврејском рату. 69. године, Веспазијан се вратио у Рим да би успоставио своју власт, па је оставио Тита да овај заврши са Јеврејима. Тит је уништио Јерусалим, после вишемесечне опсаде, срушио храм, а највећи део становништва је убијен или расељен. За заслуге у овоме Тит је добио право на тријумф када се вратио у Рим 71. године. Тријумфална капија на римском форуму сведочи о овом тријумфу. Тит је добо више конзулата под влашћу свога оца. Служио је као преторски префект.
Током Титове кратке владавине, завршена је изградња Колосеума и дошло је до велике ерупције Везува, 79. године, у којој је уништено неколико градова у Напуљском заливу, укључујући Помпеју и Херкуланеум.
Тит је умро од последица куге и наследио га је његов брат, Домицијан.

## Биографија

### Рођење и младост
Тит је рођен у Риму, вероватно 30. децембра 39. године нове ере, као најстарији син Тита Флавија Веспазијана и Домициле Старије. Имао је млађу сестру, Домицилу Млађу и брата, Тита Флавија Домицијана.
Флавијевци нису припадали највишој римској аристократији, али, грађански ратови током првог века п. н. е., допринели су пропасти традиционалних патрицијских породица које је заменило нова племићка класа из провинција. Једна од таквих породица, Флавијевци су се брзо уздигли, и за само четири генерација су од анонимности задобили богатство и истакнут статус у римском друштву за време владавине царева из породице Јулијеваца-Клаудијеваца.
Политичка каријера Титовог оца, Веспазијана, била је веома успешна. Он је заузимао положаје квестора, едила и претора а изабран је и као конзул 51. године.
Мало тога је познато о Титовој младости, а једини извор је антички историчар, Светоније. Тит је одгајан на царском двору у друштву Британика, сина цара Клаудија.
Од 57. до 59. Тит је служио као Војнички трибун у Германији а служио је и у Британији. По повратку у Рим оженио се Арецином Тертулом, али она је убрзо умрла.
Титова нова жена, Марција Фурнила, потицала је из много истакнутије породице. Тит се међутим, развео, и никада се није поново оженио а имао је неколико деце.

### Владавина
Упркос првобитним бојазнима да је Тит склон пороцима, показало се да је нови цар ефикасан администратор те је убрзо постао веома популаран. Његов први поступак као императора је заустављање суђења за издају која су дуго изазивала превирања. Закони о издаји и увреди величанства, уперени против оних који наруше достојанство државе, под Августом је поново активиран и проширен да обухвати и клевете. Ово је довело до многобројних суђења и погубљења за време Тиберија, Калигуле и Нерона као и формирања мреже потказивача (Delators) који су били извор терора и дестабилизације политичког система Рима током неколико деценија.
Тит је ставио тачку на ове праксе говорећи:
Није могуће да будем увређен ни на који начин. Јер не чиним ништа што заслужује цензуру нити бринем због злонамерних гласина. А цареви који су мртви осветиће сами себе ако им неко учини неправду, ако су уистину полубогови и поседују икакву моћ.
Сходно томе, ниједан сенатор није погубљен за време његове владавине, чиме је Тит испунио обећање да ће преузети позицију врховног свештеника да би: "Одржао руке чистим." Потказивачи су јавно кажњени и протерани из града. Тит је спречио злоупотребе учинивши незаконитим да особи буде суђено више пута за исти прекршај. Као цар, Тит је постао познат по великодушности, Светоније говори да би, схвативши да никоме није помогао читавог дана, цар рекао: "Пријатељи, изгубио сам дан!"
Упркос томе што је његова владавина остала поштеђена већих војних конфликата и политичких криза, Тит се суочио са неколико великих катастрофа током своје кратке владавине. 24. августа 79., тек два месеца по Титовим доласку на власт, дошло је до разорне ерупције Везува. Ерупција је довела до скоро потпуног уништења насеља и излетишта око Напуљског залива. Градови Помпеја и Херкуланеум затрпани су под неколико метара дебелим слојевима пепела, камења и лаве. Хиљаде људи изгубило је живот. Тит је задужио два бивша конзула за организацију помоћи а сам је донирао велики новац из царске ризнице да би помогао жртвама вулкана. Лично је посетио Помпеју након ерупције и још једном следеће године.
На пролеће 80. године велики пожар избио је у Риму; током три дана и три ноћи изгорели су велики делови града. Иако штета није била тако велика као приликом пожара из 64., Касије Дион даје дугачку листу јавних грађевина које су уништене у пожару. Међу њима Агрипин Пантеон, Јупитеров храм, делови Помпејевог театра и Септа Јулија.
Поново је Тит лично компензовао штету у погођеним подручјима. Према Светонију, током пожара је избила и куга. Сама природа болести и број жртава су непознати.
Још један од догађаја који су обележили Титову владавину је побуна Теренција Максима, једног од неколико лажних Нерона који су се појавили током седамдесетих година првог века. Иако је Нерон превасходно био познат као омражени тиранин, постоје докази да је током своје владавине био веома популаран широм источних провинција. Гласине да је Нерон преживео пад са власти биле су додатно подстакнуте збуњујућим околностима под којима је умро али и неколико пророчанстава која су предвиђала његов повратак.
Према Диону, Теренције Максим личио је на Нерона лицем и гласом и као и покојни император, певао уз лиру. Убрзо је, међутим, Максим био приморан да побегне преко Еуфрата у Партију.
Поред овога, поједини извори наводе да је Тит открио да његов брат Домицијан кује заверу против њега, али је одбио да га погуби или прогна.
Изградња Колосеума, отпочета за време Веспазијана, коначно је окончана под Титом, 80. године. Поред спектакуларних игара у част отварања, нова грађевина је замишљена као тријумфални споменик војних достигнућа Флавијеваца у Јеврејском рату. Инаугуралне игре трајале су чак сто дана а укључивале су борбе гладијатора, борбе дивљих животиња, поморске битке за чију сврху је Колосеум био поплављен као и трке коња и кочија. Поред Колосеума, Тит је наредио да се подигну јавна купатила, позната као Титова купатила. Завршетак изградње убрзан је да би се подударао са отварањем новог амфитеатра.
У време Тита оживљен је и култ императора иако је Веспазијан деификован тек након шест месеци после смрти. Да би се још више увећала част и слава Флавијевске династије, ударени су темељи оног што ће касније постати Храм Веспазијана и Тита, чију је изградњу завршио Домицијан.

#### Смрт
Након окончања игара, Тит је званично посветио амфитеатар у купатила што ће бити његов последњи акт као императора. Напустивши Рим, разболео са приликом путовања у централној Италији где је умро од грознице, наводно на истом сеоском имању као и његов отац.
Наводно, последње речи које је промрмљао пре него што је преминуо биле су: "Начинио сам само једну грешку."
Многи историчари спекулисали су око тачних околности Титове смрти и на шта су се односиле његове последње речи. Филострат пише га је отровао Домицијан као и да му је смрт прорекао Аполоније из Тијане. Светоније и Касије Дион не говоре о тровању, наводећи да је Тит умро природном смрћу али обојица оптужују Домицијана да је пустио болесног Тита да умре.
Дион верује да је грешка о којој је Тит говорио његово одбијање да погуби брата након што је сазнао да отворено кује заверу против њега.

## Цитати
- Amici, diem perdidi. Превод: „Пријатељи, изгубио сам дан.", рекао је Тит у смислу да ништа добро није учинио тог дана. По Светонију, Тит, 8.1.